# Ранталахти, Алвар
Алвар Ранталахти (фин. Alvar Rantalahti; 29 июля 1913, Сиппола, Кюменлааксо — 30 января 2007, Аньяланкоски, Южная Финляндия) — финский лыжник, призёр чемпионата мира.

## Карьера
На чемпионате мира 1938 года завоевал серебряную медаль в гонке на 50 км, более 4 минут уступив победителю, своему соотечественнику Калле Ялканену и лишь 10 секунд выиграв у ставшего третьим норвежца Ларса Бергендаля. Других значимых достижений на международной не имеет, в Олимпийских играх никогда не участвовал.